# Феррейра, Педру (футболист, 1998)
Педру Мигел Диниш Феррейра (порт. Pedro Miguel Dinis Ferreira; род. 5 января 1998 года, Маринья-Гранди, Португалия) — португальский футболист, полузащитник клуба португальской Примейра-лиги «Санта-Клара».

## Клубная карьера
Педру Феррейра родился в Маринья-Гранди (округ Лейрия). Он начинал заниматься футболом в клубах «Виейренсе» и «Униан Лейрия», а в 2011 году перешёл в лиссабонский «Спортинг». В июле 2018 года, так и не сыграв ни одного матча за «Спортинг» или его резервную команду, Феррейра был отдан в аренду сроком на один сезон клубу Второй лиги «Мафра». 12 августа того же года он дебютировал за эту команду в матче против «Варзима», завершившемся победой «Мафры» со счётом 1:0, заменив на 76-й минуте Брунинью. Феррейра провёл 29 матчей за эту команду из округа Лиссабон, примерно в половине из которых он выходил в стартовом составе, а в другой половине — на замену.
В июле 2019 года Феррейра расторг контракт со «Спортингом», чтобы перейти в «Варзим» на правах свободного агента. Однако лиссабонцы сохранили 50 % экономических прав на него.
19 августа 2020 года Феррейра заключил контракт с «Ольборгом», клубом датской Суперлиги, который был рассчитан на четыре года. 13 сентября он дебютировал на высшем уровне, выйдя на поле в матче первого тура чемпионата 2020/2021 против «Люнгбю», завершившемся со счётом 0:0.
12 сентября 2021 года Феррейра забил свои первые два гола на профессиональном уровне, внеся решающий вклад в выездную победу (3:2) над «Виборгом» в матче Суперлиги.
3 января 2024 года Феррейра вернулся на родину, подписав контракт, рассчитанный до июня 2026 года, с клубом Второй лиги «Санта-Клара».